# Merwiopsis goloskokovii
Merwiopsis goloskokovii är en flockblommig växtart som först beskrevs av Jevgenij Korovin, och fick sitt nu gällande namn av Saphina. Merwiopsis goloskokovii ingår i släktet Merwiopsis och familjen flockblommiga växter. Inga underarter finns listade i Catalogue of Life.